# Parafia Matki Boskiej Nieustającej Pomocy w Świdwinie
Parafia pw. Matki Boskiej Nieustającej Pomocy w Świdwinie – parafia należąca do dekanatu Świdwin, diecezji koszalińsko-kołobrzeskiej, metropolii szczecińsko-kamieńskiej. Została utworzona 7 grudnia 1967. Obsługiwana przez księży diecezjalnych. Siedziba parafii mieści się w mieście Świdwin przy ulicy Niedziałkowskiego.

## Miejsca święte

### Kościół parafialny
Kościół pw. Matki Boskiej Nieustającej Pomocy w Świdwinie
Kościół parafialny został zbudowany w 1338 w stylu gotyckim, konsekrowany 16 grudnia 1982.

### Kościoły filialne i kaplice
- Kościół pw. Podwyższenia Krzyża Świętego w Słonowicach
- Kościół pw. św. Antoniego w Wilczkowie
- Punkt odprawiania Mszy św. w Chomętowie
- Punkt odprawiania Mszy św. w Koszanowie